# Championnat d'Islande féminin de football
Le championnat d'Islande de football féminin (Pepsi Deildin kvenna ou encore Úrvalsdeild kvenna í knattspyrnu en islandais) a été créé en 1972. 
Il s'agit de la première division du championnat islandais de football féminin. En raison de la rudesse des hivers islandais, il se déroule durant le printemps et l'été. Il est disputé par 10 clubs.
Chaque club rencontre chacun des neuf autres deux fois pendant la saison, une fois à domicile, une fois à l'extérieur. À la fin de chaque saison, les deux derniers clubs sont automatiquement relégués en deuxième division (1. deild kvenna), les deux premiers clubs de ce dernier étant promus en Pepsi Deildin.
C’est le Breiðablik Kopavogur qui a gagné le plus de titres (19). Il devance le Valur Reykjavík (14) et le KR Reykjavik (6).

## Histoire
En 1971, un championnat féminin est créé en Islande, mais il se joue en salle. Il est remporté par l'ÍA Akranes. L'année suivante, la Úrvalsdeild est réellement créée, se joue en extérieur et rassemble huit équipes (Ármann, FH, Fram, Grindavík, Haukar, Breiðablik, Keflavík et Þróttur). Le FH Hafnarfjörður domine les débuts de ce championnat avec 4 titres lors des 5 premières saisons, avant de céder cette domination au Breiðablik Kópavogur. La ligue est encore instable, le nombre d'équipes varie d'une année à l'autre.
En 1982, une deuxième division est créée, puis une troisième en 2016. Aucun club n'est resté chaque saison en première division depuis sa création. Le Breiðablik n'a cependant passé qu'une seule saison en deuxième division avant de remonter immédiatement. Le seul club à avoir remporté le championnat en étant situé en dehors du sud-ouest de l'île est le Thór Akureyri.

## Palmarès

### Vainqueurs
| Club                 | Titres | Années |
| -------------------- | ------ | --- |
| Breiðablik Kopavogur | 19     | 1977, 1979, 1980, 1981, 1982, 1983, 1990, 1991, 1992, 1994, 1995, 1996, 2000, 2001, 2005, 2015, 2018, 2020, 2024 |
| Valur Reykjavík      | 14     | 1978, 1986, 1988, 1989, 2004, 2006, 2007, 2008, 2009, 2010, 2019, 2021, 2022, 2023                               |
| KR Reykjavík         | 6      | 1993, 1997, 1998 1999, 2002, 2003                                                                                |
| FH Hafnarfjörður     | 4      | 1972, 1974, 1975, 1976                                                                                           |
| Stjarnan Garðabær    | 4      | 2011, 2013, 2014, 2016                                                                                           |
| ÍA Akranes           | 3      | 1984, 1985, 1987                                                                                                 |
| Thór Akureyri        | 2      | 2012, 2017 |
| Ármann Reykjavík     | 1      | 1973 |

### Résultats
| Saison | Champion             | Dauphin              |
| 1972   | FH Hafnarfjörður     | Ármann Reykjavík     |
| 1973   | Ármann Reykjavík     | FH Hafnarfjörður     |
| 1974   | FH Hafnarfjörður     | ÍA Akranes           |
| 1975   | FH Hafnarfjörður     | Fram Reykjavík       |
| 1976   | FH Hafnarfjörður     | Breiðablik Kopavogur |
| 1977   | Breiðablik Kopavogur | Fram Reykjavík       |
| 1978   | Valur Reykjavík      | Breiðablik Kopavogur |
| 1979   | Breiðablik Kopavogur | Valur Reykjavík      |
| 1980   | Breiðablik Kopavogur | Valur Reykjavík      |
| 1981   | Breiðablik Kopavogur | ÍA Akranes           |
| 1982   | Breiðablik Kopavogur | Valur Reykjavík      |
| 1983   | Breiðablik Kopavogur | Valur Reykjavík      |
| 1984   | ÍA Akranes           | Þór Akureyri         |
| 1985   | ÍA Akranes           | Breiðablik Kopavogur |
| 1986   | Valur Reykjavík      | Breiðablik Kopavogur |
| 1987   | ÍA Akranes           | Valur Reykjavík      |
| 1988   | Valur Reykjavík      | Stjarnan Garðabær    |
| 1989   | Valur Reykjavík      | ÍA Akranes           |
| 1990   | Breiðablik Kopavogur | ÍA Akranes           |
| 1991   | Breiðablik Kopavogur | Valur Reykjavík      |
| 1992   | Breiðablik Kopavogur | ÍA Akranes           |
| 1993   | KR Reykjavík         | Breiðablik Kopavogur |
| 1994   | Breiðablik Kopavogur | KR Reykjavík         |
| 1995   | Breiðablik Kopavogur | Valur Reykjavík      |
| 1996   | Breiðablik Kopavogur | KR Reykjavík         |
| 1997   | KR Reykjavík         | Breiðablik Kopavogur |
| 1998   | KR Reykjavík         | Valur Reykjavík      |
| 1999   | KR Reykjavík         | Breiðablik Kopavogur |
| 2000   | Breiðablik Kopavogur | KR Reykjavík         |
| 2001   | Breiðablik Kopavogur | KR Reykjavík         |
| 2002   | KR Reykjavík         | Breiðablik Kopavogur |
| 2003   | KR Reykjavík         | ÍBV Vestmannæyjar    |
| 2004   | Valur Reykjavík      | ÍBV Vestmannæyjar    |
| 2005   | Breiðablik Kopavogur | Valur Reykjavík      |
| 2006   | Valur Reykjavík      | KR Reykjavík         |
| 2007   | Valur Reykjavík      | KR Reykjavík         |
| 2008   | Valur Reykjavík      | KR Reykjavík         |
| 2009   | Valur Reykjavík      | Breiðablik Kopavogur |
| 2010   | Valur Reykjavík      | Thór Akureyri        |
| 2011   | Stjarnan Garðabær    | Valur Reykjavík      |
| 2012   | Thór Akureyri        | ÍBV Vestmannæyjar    |
| 2013   | Stjarnan Garðabær    | Valur Reykjavík      |
| 2014   | Stjarnan Garðabær    | Breiðablik Kopavogur |
| 2015   | Breiðablik Kopavogur | Stjarnan Garðabær    |
| 2016   | Stjarnan Garðabær    | Breiðablik Kopavogur |
| 2017   | Thór Akureyri        | Breiðablik Kopavogur |
| 2018   | Breiðablik Kopavogur | Thór Akureyri        |
| 2019   | Valur Reykjavík      | Breiðablik Kopavogur |
| 2020   | Breiðablik Kopavogur | Valur Reykjavík      |
| 2021   | Valur Reykjavík      | Breiðablik Kopavogur |
| 2022   | Valur Reykjavík      | Stjarnan Garðabær    |
| 2023   | Valur Reykjavík      | Breiðablik Kopavogur |
| 2024   | Breiðablik Kopavogur | Valur Reykjavík      |

## Statistiques

### Statistiques individuelles
Mise à jour le 10 novembre 2022.
|    | Joueuse                            | Matches |
| -- | ---------------------------------- | ------- |
| 1. | Sandra Sigurðardóttir              | 331     |
| 2. | Málfríður Erna Sigurðardóttir (en) | 277     |
| 3. | Dóra María Lárusdóttir (en)        | 269     |
| 4. | Ásgerður Baldursdóttir (en)        | 262     |
| 5. | Harpa Þorsteinsdóttir (en)         | 252     |

|    | Joueuse                         | Buts |
| -- | ------------------------------- | ---- |
| 1. | Olga Færseth (en)               | 269  |
| 2. | Margrét Lára Viðarsdóttir       | 207  |
| 3. | Harpa Þorsteinsdóttir (en)      | 181  |
| 4. | Hrefna Huld Jóhannesdóttir (en) | 147  |
| 5. | Berglind Björg Þorvaldsdóttir   | 137  |